# Jeff Cook (musicista)
Jeffrey Alan Cook, noto come Jeff Cook (Fort Payne, 27 agosto 1949 – Destin, 7 novembre 2022), è stato un chitarrista e musicista statunitense.
Era principalmente noto come chitarrista e cofondatore del gruppo Alabama.

## Biografia
Jeffrey Alan Cook è nato a Fort Payne, in Alabama.
Era di origine inglese e nativa americana. Si è laureato alla Fort Payne High School. Da giovane ha lavorato in una stazione radio locale come disc jockey.
Cook ha co-fondato la band “Wildcountry”, insieme ai suoi cugini Randy Owen e Teddy Gentry, nel 1969 (il nome è stato cambiato in Alabama nel 1977).
Nella sua carriera con il gruppo ha contribuito con i cori, come chitarrista solista, con la tastiera e con il violino. Da quando la band ha cessato la produzione attiva e le esibizioni per un periodo a partire dal 2004, Cook ha formato i gruppi “Cook & Glenn” e la “Allstar Goodtime Band”.
È morto a causa del morbo di Parkinson nel 2022.

## Discografia

### Solista (parziale)
- 2005: On Fire
- 2008: Just Pickin'
- 2009: Ashes Won't Burn
- 2009: Jeff Cook Presents Christmas Joy
- 2009: "Tribute to a Soldier"
- 2010: Shaken... Not Stirred
- 2011: 2 Rock 4 Country
- 2011: Bits & Pieces / Odds & Ends
- 2012: Shaken Not Stirred
- 2018: Why Not Me with William Shatner